# Tanagra (logiciel)
Pour les articles homonymes, voir Tanagra.
Tanagra est un logiciel gratuit d'exploration de données destiné à l’enseignement et à la recherche. Il implémente une série de méthodes de fouille de données issues du domaine de la statistique exploratoire, de l'analyse de données, de l’apprentissage automatique et des bases de données.
C'est un projet ouvert au sens qu'il est possible à tout chercheur d'accéder au code, d'ajouter ses propres algorithmes et de diffuser, toujours gratuitement, le logiciel modifié. Outre la disponibilité du code source, ce logiciel  se démarque des autres logiciels de fouille de données comparables en performance de traitement, par une interface sobre, des méthodes statistiques clairement identifiées, une documentation complète en français et anglais,,.
Tanagra est un projet académique, il est largement reconnu dans le monde universitaire, il fait partie des logiciels référencés pour l'enseignement de la statistique dans les départements STID des IUT (2011). Tanagra est régulièrement cité dans les études réelles, et dans les articles de comparaison de logiciels de data mining,.

## Historique
Tanagra, créé initialement par Ricco Rakotomalala est diffusé depuis décembre 2003. Il fait suite à la version 3 de Sipina, un logiciel de data mining gratuit réalisé par le même auteur. Sipina est destiné à l’apprentissage supervisé, plus particulièrement à la construction interactive des arbres de décision. Il est encore en ligne aujourd’hui, il est maintenu bien que ses fonctionnalités évoluent peu ces dernières années.
La conception de Tanagra intègre une plus large panoplie de techniques issues des statistiques, de l’analyse de donnée et du data mining. Le mode opératoire du logiciel s’inscrit dans le standard du domaine. L’utilisateur spécifie les traitements et leurs enchaînements à l’aide d’un diagramme qu’il définit interactivement,.
À partir de 2006, Tanagra est devenu un projet éducatif plus large. Il s’accompagne maintenant d’une documentation importante, sous forme d’ouvrages, de supports de cours et de tutoriels, tous gratuits et accessibles librement sans inscription préalable. Cette activité prend une place particulièrement importante dans l’évolution du projet.

## Description
Le logiciel a été réalisé pour un environnement WIN32. Il s'exécute donc sous Windows, ou sous Linux via WINE.
Tanagra fonctionne par diagramme de traitements. Ce mode opératoire a été initié et popularisé par le logiciel SPAD au début des années 1990. La « filière » permet de définir les analyses statistiques et leur enchaînement sous forme graphique avec une succession d’icônes reliées entre elles. De nombreux outils libres et commerciaux ont adopté ce mode de présentation aujourd’hui (Dataiku, Knime, RapidMiner, Neural Designer, SAS Entreprise Miner, IBM SPSS Modeler). Tanagra simplifie cependant la représentation en utilisant un diagramme arborescent. Il est possible de définir plusieurs types de traitements à partir d’une seule source de données.
Tanagra intègre une large panoplie de techniques issues de la statistique (tests paramétriques, tests non paramétriques), de l’analyse de données (analyse factorielle, classification automatique), de l’apprentissage automatique (arbres de décision, machines à vaste marge, forêts aléatoires), et de l’économétrie (régression linéaire).
Tanagra peut s’intégrer dans les tableurs des principales suites bureautiques (Excel de Microsoft Office, Calc d’Open Office et LibreOffice) via une macro-complémentaire. Cette fonctionnalité a beaucoup contribué à la diffusion et à l’utilisation du logiciel.